# SN 2011ed
SN 2011ed – supernowa typu Ia odkryta 26 marca 2011 roku w galaktyce IC4839. W momencie odkrycia miała maksymalną jasność 15,50m.